# Italiener (hønserace)
Italiener (også kendt som Leghorn) er en hønserace, der stammer fra Italien.
Hanen vejer 2,2-3 kg og hønen vejer 1,75-2,5 kg. De lægger årligt over 200 hvide æg à 56-62 gram. Racen findes også i dværgform.

## Farvevariationer
- Hvid
- Sort
- Gul
- Brun
- Sølvhalset
- Orangehalset
- Tværstribet
- Rødsadlet
- Guld
- Sølv